# Eupithecia lantoscata
Eupithecia lantoscata är en fjärilsart som beskrevs av Pierre Millière 1873. Eupithecia lantoscata ingår i släktet Eupithecia och familjen mätare. Inga underarter finns listade i Catalogue of Life.